# Берлау, Рут
Рут Берлау (дат. Ruth Berlau; 24 августа 1906[…], Копенгаген — 16 января 1974, Восточный Берлин) — датская писательница, режиссёр, фотограф и актриса. С 1933 года любовница и соавтор (наряду с Элизабет Гауптман и Маргарет Штеффин) драматурга Бертольта Брехта.

## Биография

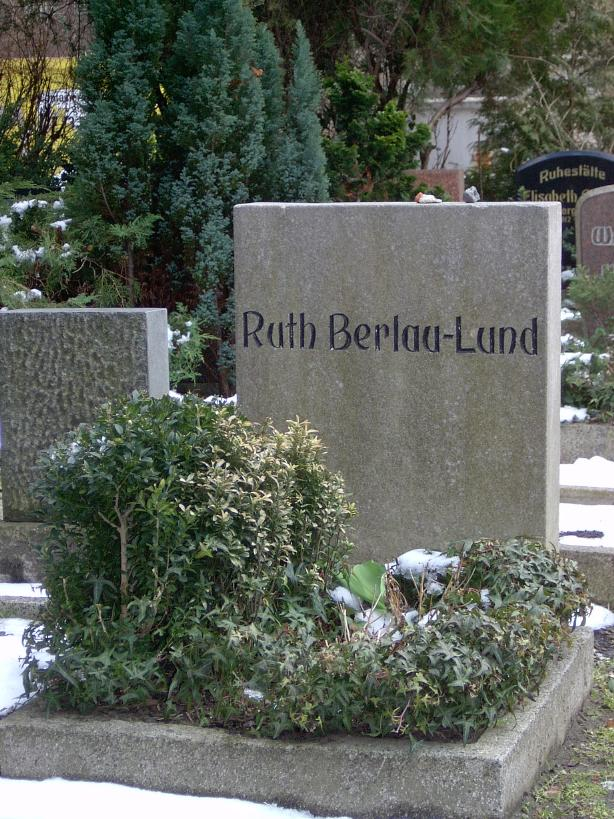
Могила Рут Берлау на Доротеенштадтском кладбище

Родилась 24 августа 1906 года в Копенгагене.
В 1929/30 году брала уроки актёрского мастерства на экспериментальной сцене при Копенгагенском университете, возглавляемой Пером Кнутсоном и Могенсом Брандтом. Училась и играла в Королевском театре Дании в Копенгагене.
В 1930 году пересекла на велосипеде Скандинавский полуостров, Финляндию, а затем — без паспорта и визы — границу с СССР, побывала в Ленинграде и Москве.
Стала членом Коммунистической партии Дании. По просьбе партии Пер Кнутсон, Лулу Циглер и Рут Берлау в 1932 году организовали агитационно-пропагандистскую группу — Революционный театр (Revolutionært Teater, RT) на основе советских и немецких образцов. Группа состояла в основном из рабочей молодёжи. Театр рассматривался группой как политическое оружие, а короткие сатирические сценки были частью коммунистической агитационной работы.
В 1933 году познакомилась с Бертольтом Брехтом, что определило всю её дальнейшую жизнь. Рут Берлау стала любовницей, секретарём, переводчицей на датский и соавтором (наряду с Элизабет Гауптман и Маргарет Штеффин) Брехта.
После поджога Рейхстага 27 февраля 1933 года Брехт и его близкие, в том числе Маргарет Штеффин эмигрировали через Прагу, Вену, Цюрих и Париж в Данию, где в рыбацкой деревне Skovsbostrand к юго-западу от Свеннборга Брехт купил дом. Брехт попросил Рут Берлау приютить Штеффин у себя в Копенгагене.
В 1935 году Рут Берлау поставила пьесу Брехта по роману Максима Горького «Мать» с Дагмар Андреасен в главной роли. Вскоре после этого Коммунистическая партия распустила Революционный театр. 
Когда началась гражданская война в Испании, Рут Берлау побывала там.
В 1937 году коммунистам Эльсе Альфельт и Рут Берлау удалось вдохнуть новую жизнь в Рабочий театр (Arbejdernes Teater, AT), основанный в 1925 году, в том числе благодаря постановке пьесы «Винтовки Тересы Каррар» Брехта (снова с Дагмар Андреасен, Тересу Каррар играла Елена Вайгель), что позволило объединить ранее разобщённое левое крыло. Однако в конечном итоге социал-демократы не потерпели проникновения коммунистов. Это также положило конец деятельности Рабочего театра.
Брехт и его близкие вместе с Рут Берлау переехали в Швецию. Рут поставила одноактную пьесу «Почём железо?» Брехта в октябре 1939 года в Стокгольме.
В апреле 1940 года Брехт и его близкие, включая Берлау и Штеффин переехали в Хельсинки, столицу Финляндии.
2 мая 1941 года Брехт и его близкие, включая Берлау получили визы для въезда в США. Больной туберкулёзом Маргарет Штеффин было отказано, потому что в США не впускают больных. Удалось добиться для Штеффин гостевой визы и 13 мая Брехт и его сопровождающие отправились в США через СССР. 30 мая Брехт и его сопровождающие, за исключением Штеффин, здоровье которой ухудшилось, покинули Москву на поезде по Транссибирской магистрали. 4 июня Штеффин умерла в московском санатории «Высокие горы» Центрального научно-исследовательского института туберкулёза (ЦНИИТ). 13 июня Брехт и его сопровождающие сели  во Владивостоке на пароход Annie Johnson шведской компании Johnson Line, который доставил их в Сан-Франциско.
Весной 1942 года Берлау бросила Брехта и уехала в Нью-Йорк, где работала на эмигрантском радио. В 1946 году Берлау попала в психиатрическую больницу с диагнозом острый приступ шизофрении.
В 1948 году Рут Берлау вернулась с Брехтом в Европу и по приглашению Ганса Курьеля, руководителя театра в швейцарском городе Кур поставила интерпретацию Брехта и Неера по трагедии «Антигона» Софокла.
С 1949 года жила в Восточном Берлине в ГДР, где работала в театре «Берлинер ансамбль», основанном Брехтом, иногда подолгу останавливалась в Дании.
Рут Берлау была основоположницей фото- и кинодокументации театральных постановок Бертольта Брехта. Фотоархив Рут Берлау вошёл коллекцию архива Брехта (Bertolt-Brecht-Archiv) в Немецкой академии искусств, основанного Еленой Вайгель 1 декабря 1956 года.
Совершила несколько попыток самоубийства.
Погибла во время пожара в больнице 15 января 1974 года в Восточном Берлине. Похоронена на Доротеенштадтском кладбище в берлинском районе Митте.